# Heilig-Geist-Kirche (Teupitz)

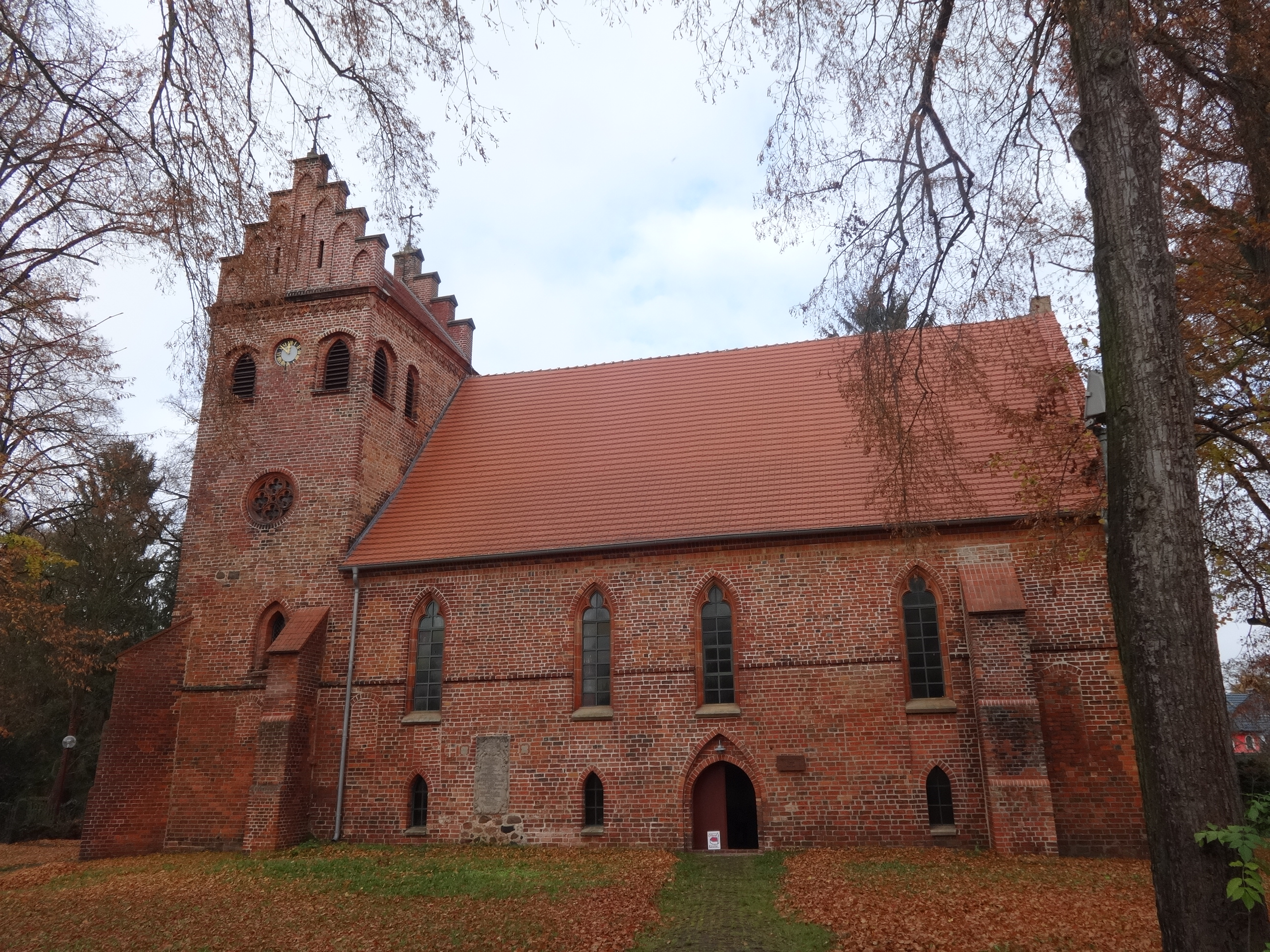
Heilig-Geist-Kirche in Teupitz

Die evangelische Heilig-Geist-Kirche ist ein Sakralbau aus dem Jahr 1346 in Teupitz, einer Stadt im Landkreis Dahme-Spreewald in Brandenburg. Die zugehörige Kirchengemeinde gehört zum Pfarrsprengel Teupitz-Groß Köris im Kirchenkreis Zossen-Fläming der Evangelischen Kirche Berlin-Brandenburg-schlesische Oberlausitz.

## Lage
Das Bauwerk liegt nordwestlich des Stadtzentrums an der Straßenkreuzung Kirchstraße/Baumgarten wenige Meter vor der Halbinsel, auf der sich im Mittelalter ein Schloss befand.

## Baugeschichte
Die Kirche wurde im Jahr 1346 erbaut, wie eine Erwähnung im Stiftsmatrikel des Bistums Meißen belegt. Der erste Bau bestand aus einer kleinen Kapelle, die aus Feldsteinen errichtet wurde. Die Kirche unterstand viele Jahrhunderte dem Kirchenpatronat der Familie Schenk von Landsberg, die von 1330 bis 1717 in der südlichen Mark Brandenburg erheblichen Reichtum und Macht besaß. Sie war es auch, die mit Simon Sinapius 1542 den ersten Pfarrer berief, um die Reformation zu fördern. Sein Nachfolger, Thomas Cernik (Cernitius) lehrte von 1546 bis 1599 in Teupitz und begründete einen nachhaltigen Einfluss der evangelischen Kirchengemeinde auf die Stadt. Laut Dehio vermuten Experten, dass ein Baumeister im Jahr 1566 eine Erhöhung der Außenmauern um drei Meter vornahm. Dies wird damit begründet, dass am Westgiebel noch eine alte Giebellinie sichtbar ist. Sicher ist, dass in diesem Jahr der rund 24 Meter hohe Kirchturm und die Sakristei an das Bauwerk angefügt wurden. Überlieferungen zufolge drohte eine Seitenwand einzustürzen, so dass Baumeister die zuvor gewölbte, gotische Decke abbrachen und eine schlichte Flachbalkendecke einzogen. Weiterhin wurde eine Gruft eingebaut, in deren Mitte sich bis 1842 ein Fenster mit einer Glasmalerei befand, auf dem ein Teil eines Innenraums einer gotischen Kirche zu sehen war. Im Laufe der Jahrhunderte wurde das Bauwerk mehrfach verändert. Aus der ältesten Bauphase sind vier Lanzettfenster am Ostgiebel erhalten geblieben, die jedoch zu einem späteren Zeitpunkt vermauert wurden. Ebenso finden sich an der Nordwand ein vermauertes Portal sowie weitere, ebenfalls vermauerte Spitzbogenfenster und ein Rundbogenfenster am Westgiebel. 1684 stockten Maurer die Sakristei um eine Patronatsloge für die Familie Schenk von Landsberg auf. 1693 erhielt das Bauwerk eine erste Orgel, 1778 eine Turmuhr. Neben der Kirche errichteten Handwerker im Jahr 1845 das Pfarramt. Friedrich August Stüler leitete in den Jahren 1855 bis 1859 auf Veranlassung von Friedrich Wilhelm IV. eine umfassende Restaurierung ein. Er ließ die Fenster vergrößern und baute schlichte Maßwerkfenster mit einem Dreipass ein. Der Turm erhielt einen Staffelgiebel. Im Innern baute er eine Empore ein; das Gewölbe wurde zur Sakristei. 1787 wurde das Kantorat errichtet. Im Laufe der Jahrzehnte zeigte sich, dass die ursprünglich verbaute Turmuhr von vergleichsweise schlechter Qualität gewesen sein muss. Überlieferungen zufolge musste sie mehrfach repariert werden. 1884 stellte ein Sachverständiger fest, dass eine weitere Instandsetzung 250 Mark kosten würde. Daraufhin schenkte die Königliche Hofkammer der Kirchengemeinde eine neue Turmuhr des Uhrenfabrikanten F. Rochlitz aus Berlin im Wert von 360 Mark. In den Jahren 1972 bis 1982 gestaltete G. Zawadski den Innenraum neu. In den Jahren 1975 bis 1977 renovierte die Kirchengemeinde das Pfarrhaus. 1986 erfolgte eine Restaurierung der Orgel. In den Jahren 2001 bis 2003 konnte die Gemeinde das Dach sowie das Kirchenschiff sanieren, ebenso das Pfarrhaus; der Turm folgte in den Jahren 2008 und 2009.

## Architektur

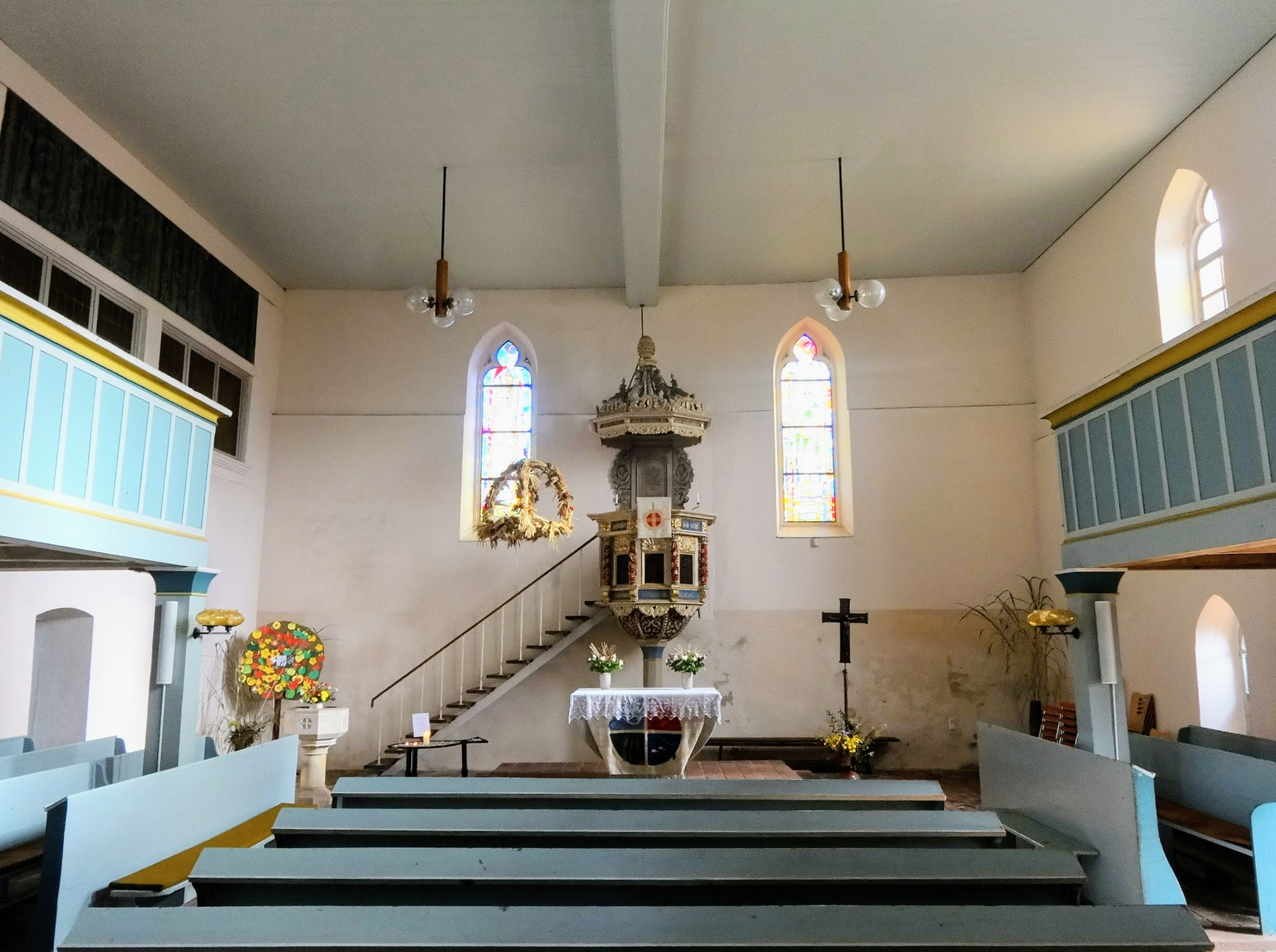
Blick ins Kirchenschiff

Das Bauwerk wurde aus rötlichem Backstein mit einem rechteckigen Grundriss mit einer Länge von 24 Metern bei einer Breite von 12 Metern errichtet. Das Kirchenschiff ist schlicht gehalten. An der Südseite befinden sich vier Maßwerkfenster aus dem Umbau im 19. Jahrhundert, die im unteren Drittel ein umlaufendes Gesims unterbrechen. Am östlichen Ende der Südseite verschafft ein dreifach gestufter Strebepfeiler dem Bauwerk zusätzliche Stabilität. Unterhalb der Maßwerkfenster befinden sich deutlich kleinere, spitzbogenförmige Fenster sowie das ebenfalls spitzbogenförmige Südportal. Das Satteldach ist schlicht gehalten und mit roten Dachziegeln gedeckt.
Der Westturm ist nicht, wie bei vergleichbaren Bauwerken in der Region mittig zum Kirchenschiff, sondern an der Südwestecke des Sakralbaus errichtet worden. Auch er ist mit Strebepfeilern versehen. Oberhalb des Kirchenschiffs befindet sich an der Nord- und Südseite je eine kreisförmige Öffnung mit einem Vierpass. Darüber sind mehrere bienenkorbförmige Klangarkaden angeordnet, die eine Turmuhr umrahmen. Ebenfalls an der Nord- und Südseite ziert ein Staffelgiebel mit je einem Kreuz auf der Spitze den Turm. Die Platzierung des Turms führt dazu, dass er von Westen betrachtet unharmonisch wirkt. Dieser Eindruck wird durch die vermauerten Lanzettfenster noch verstärkt.
Der westliche Teil des Bauwerks ist durch eine Trennwand vom Kirchenschiff geteilt. In dem so entstandenen Vorraum befindet sich im nördlichen Teil der Aufgang zum Turm. Weiterhin sind dort drei Gedenktafeln für Gefallene aufgehängt. Eine erinnert an die Toten aus den Befreiungskriegen gegen die Napoleonische Fremdherrschaft 1813 bis 1815, eine weitere an den Deutsch-Französischen Krieg 1870 und 1871 sowie die dritte Tafel an die Gefallenen aus dem Ersten Weltkrieg.

## Ausstattung

### Kanzel und Altar
An der Ostwand steht eine barocke Kanzel aus Holz, die im Jahr 1692 vom Bildhauer F. Schenk aus Lübben angefertigt wurde. Der Korb ist polygonal ausgestaltet und mit Bildern der Evangelisten versehen, die von Weinlaub umrankt werden. Oberhalb des Korbs befindet sich ein Schalldeckel. Der Altar mit Altarschranken aus Eichenholz ist eine Stiftung des Majors von Euen und wurde im Jahr 1892 aufgestellt. Neben dem Altar steht ein Kruzifix, das 1840 von der Königlich Preußischen Eisengießerei erworben wurde.

### Orgel

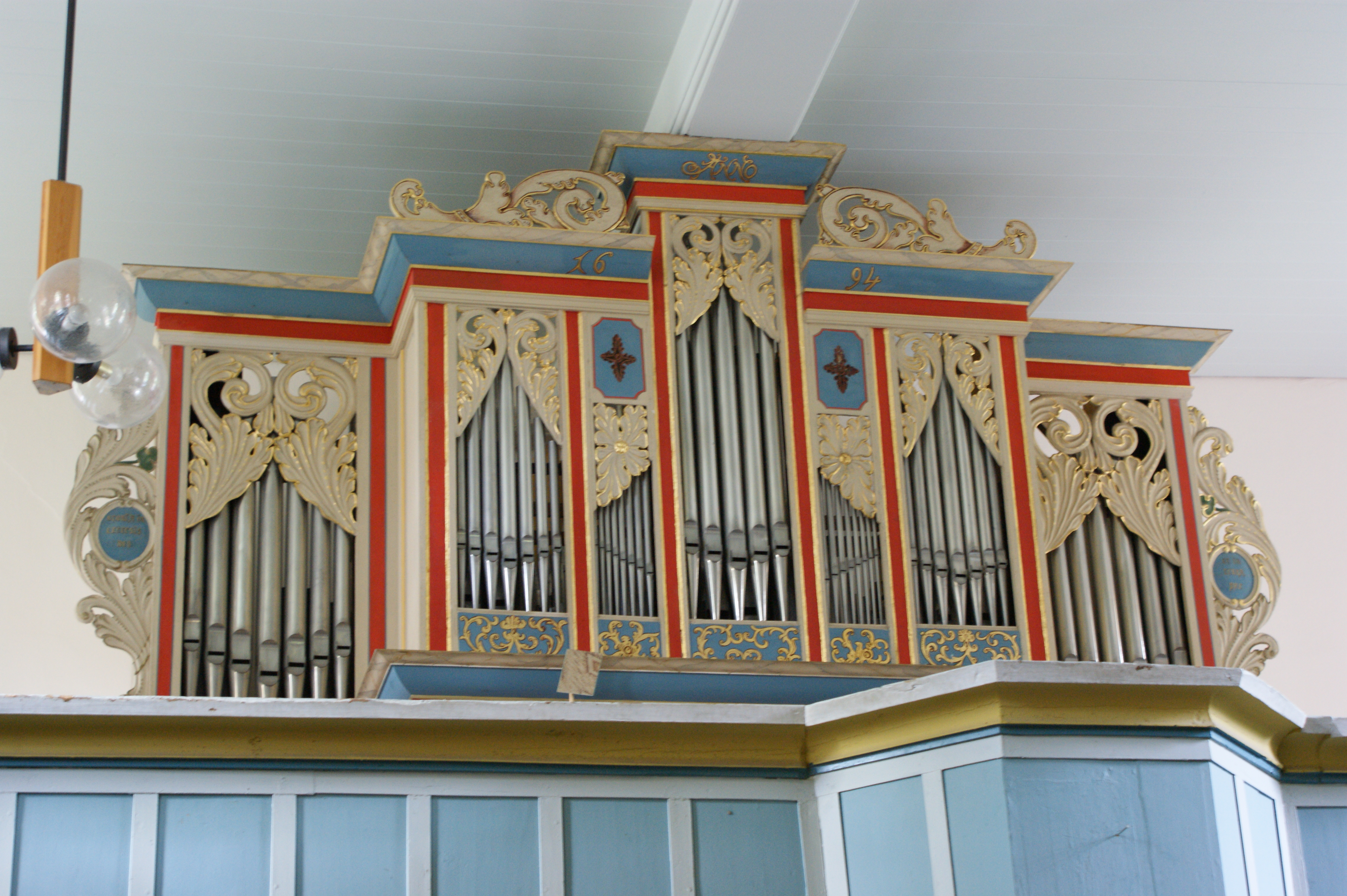
Orgel

Die erste Orgel stammte vom Döbelner Orgelbauer Gottfried Richter. Er baute 1693 für 195 Taler ein Instrument mit sieben Registern, jedoch ohne Pedal. Dieses kam erst 1767 bei einer Reparatur durch den Jüterboger Orgelbauer Bieler hinzu, der für 113 Taler drei klingende Register hinzufügte und das Manual durch ein Register verstärkte. 1783 erfolgte für 70 Taler eine weitere Reparatur durch den Luckenwalder Orgelbauer Pinckert. 1817 musste die Kirchengemeinde weitere 125 Taler für eine Instandsetzung aufbringen. Nach den großen Umbaumaßnahmen in den 1850er Jahren war das Instrument jedoch nicht mehr zu gebrauchen. Für 1.000 Taler baute Moritz Baumgarten aus Zahna eine neue Orgel, die 1875 wiederum von Wilhelm Remler für 3.000 Mark umgebaut wurde. Sie hatte zehn Register auf dem Hauptmanual, fünf Register auf dem Obermanual sowie vier Register im Pedal. Das heutige Werk stammt vom Mitteldeutschen Orgelbau A. Voigt aus dem Jahr 1986. 16 Register verteilen sich nun auf zwei Manuale und das Pedal. Der Prospekt stammt noch von der Richter-Orgel und ist mit Akanthusblättern verziert.

### Weitere Ausstattung
Die Fünte aus dem Jahr 1884 – nach einem Entwurf Karl Friedrich Schinkels gefertigt – besteht aus Sandstein und trägt eine vernickelte Taufschüssel aus Eisenguss. Der siebenarmige Leuchter wurde 1695 aus Messing hergestellt; ein achtzehnarmiger Kronleuchter aus Bronze 1865. Zum liturgischen Gerät aus dem 17. und 18. Jahrhundert gehören unter anderem eine silberne Kanne, ein silberner Abendmahlskelch sowie eine Patene und eine Oblatenschüssel. Das Kirchenschiff hat seit dem Umbau im 16. Jahrhundert eine Flachdecke. An der Südwand befindet sich ein Epitaph von Margarete Westphal, der Ehefrau des ersten königlichen Amtmanns auf Schloss Teupitz. Ein weiterer Grabstein erinnert an die Ehefrau des Schlosseigentümers um 1830, Henriette Louise Gobbin (1797–1834).

### Glocken
Hinter den Klangarkaden des Westturms hängen insgesamt drei Glocken mit den Schlagtönen e, gis und h. Die größte wiegt rund 1.500 kg und trägt die Inschrift: „Lobt unsrn Gott auf beste/In seinem Heiligtum/Lobt ihn in seiner Veste/Lobt seines etc.“ sowie „Durch Gottes Gnade/Unter Ihro Hoheit des zweiten/Königs Prinzen August Wilhelm/Markgrafen zu Brandenburg/Umgegossen v. J. P. Meurer/in Berlin, Anno 1729.“. Die zweite Glocke wiegt 493 kg und ist mit einem Eichenlaub sowie der Inschrift verziert: „Den Lebenden zur Nacheiferung/Den Kommenden zur Erinnerung.“ sowie „Kommt her zu mir alle,/Die Ihr mühselig und beladen seid,/Ich will Euch erquicken“. Sie ist eine Stiftung des Majors Albert von Euen. Die kleinste Glocke stammt aus Apolda, wurde 1583 gegossen, und wiegt 290 kg. Sie trägt die Aufschrift: „Läute Glocke, läute Frieden,/Läute Ruh in jedes Herz./Endet einst mein Tag hienieden,/Läute du mich heimatwärts.“. Sie ist eine Stiftung von Bertha Gottgetreu. Die zweite und dritte Glocke wurden 1887 in der Glockengießerei in Apolda umgegossen und im November 1887 im Turm aufgehängt. Gleichzeitig spendete die Kirchengemeinde eine kleine Glocke nach Daressalam in Tansania.

## Einfriedung
Auf dem Kirchhof wurden bis in das Jahr 1828 Beerdigungen durchgeführt, danach auf dem Gesenberg, auf dem 1917 die Friedhofskapelle erbaut wurde. Bis 1889 gab es eine steinerne Umfassungsmauer um die Kirche. Nachdem sie baufällig war, ersetzten Gärtner die Einfriedung durch eine Hecke aus Weißdorn. Vor dem Turm steht seit 1897 eine Grabsäule, die an den königlichen Amtmann Carl Ludwig Bein (1761–1803) erinnert. Daneben stellte die Gemeinde zum 500. Todestag Martin Luthers im Jahr 1983 ein Gedenkkreuz für den Reformator auf. Zum Gebäudeensemble gehören weiterhin das Kantorat aus dem Jahr 1787, das bis 1910 auch als Schulgebäude diente, sowie das Pfarramt von 1845.